# Língua ida'an
Ida'an (ou Idahan) é uma língua Malaio-Polinésia falado pelo povo Ida'an na costa leste de Sabah, Malásia.

## História
A língua tem uma longa história literária, a primeira obra conhecida na língua é um manuscrito datado de 1408 DC. O manuscrito, escrito em Jawi, dá um relato de um homem de Ida'an chamado Abdullah na Baía de Darvel que abraçou o Islã e se tornou um dos primeiras regiões conhecidas na Malásia a abraçar o Islã. Os povos Ida'an, Begak e Subpan formaram originalmente um grupo étnico. O Ida'an se converteu ao Islã após a conversão de Abdullah, enquanto o Begak e o Subpan continuaram a praticar sua religião tradicional .

## Variantes
A língua Ida'an foi descrita como tendo três dialetos: Ida'an  próprio  (falado em Sagama e várias aldeias a oeste de Lahad Datu), Begak (falado em Ulu Tungku e várias aldeias a leste de Lahad Datu) e Subpan (falado nos distritos de Kinabatangan e Sandakan). Esses dialetos correspondem a três grupos étnicos que originalmente formaram um único grupo.
Lobel (2016) lista  Sungai Seguliud  e  Begak  como línguas Idaanic (variedades de linguagem intimamente relacionadas com  Ida'an  propriamente dito). Diz-se que o dialeto Begak está ameaçado de  extinção, já que falantes mais jovens estão mudando para  malaio.

## Escrita
A língua usa o alfabeto latino sem as letras F, Q, V, X, Z. Usam-se as 5 vogais e mais 10 ditongos

## Fonologia
[[File:LunbawangLanguageList.jpg|right|thumb|250px| Coleção de palavras em inglês e tradução em Ida'an, Bisaya, e Adang Murut Lun Bawang] em 1860 por Spencer St.John.

### Consoantes
|                |                | Bilabial | Alveolar | Palatal | Velar | Glotal |
| -------------- | -------------- | -------- | -------- | ------- | ----- | ------ |
| Ocusiva        | Surda          | p        | t        |         | k     | ʔ      |
| Ocusiva        | Sonora         | b        | d        |         | ɡ     |        |
| Africada       | Surda          |          |          | tʃ      |       |        |
| Africada       | Sonora         |          |          | dʒ      |       |        |
| Fricativa      | Fricativa      |          | s        |         |       |        |
| Nasal Oclusiva | Nasal Oclusiva | m        | n        |         | ŋ     |        |
| Lateral        | Lateral        |          | l        |         |       |        |
| Vibrante       | Vibrante       |          | r        |         |       |        |
| Semivogal      | Semivogal      | w        |          | j       |       |        |

### Vogais
|         | Anterior | Central | Posterior |
| ------- | -------- | ------- | --------- |
| Fechada | i        |         | u         |
| Medial  | e        | ə       | o         |
| Aberta  |          | a       |           |